# Wolfert Brederode
Wolfert Brederode (Wassenaar, 1974) is een  Nederlandse jazzpianist en -componist.
Hij is afgestudeerd aan het conservatorium in Den Haag en verscheen al snel op twee muziekalbums van Susanne Abbuehl, April en Compass. Daarnaast werkte hij al met een keur van artiesten: Michel Portal, David Liebman, Claudio Puntin, Jarmo Hoogendijk, Samuel Rohrer,  Harry Sokal, Erik Ineke, Christof May, Florian Zenker, Ack van Rooyen en John Ruocco. Hij was al meerdere malen te zien op het North Sea Jazz Festival.
In 2007 verscheen zijn eerste soloalbum Currents op het ECM Records-label. In 2022 verscheen zijn album Wolfert Brederode/Matangi Quartet/Joost Lijbaart: ''Ruins and Remains'' op ECM.

## Discografie
- 1997: Alternate views
- 1999: Trinity
- 2000: Far enough (met Nimbus)
- 2001: April (met Abbuehl)
- 2001: Pictures of you
- 2002: Isonzo (met Michael Erian)
- 2003: Festina lenta (met Nimbus)
- 2004: En blanc et noir 9
- 2006: One (met Joost Lijbaart)
- 2006: Compass (met Abbuehl)
- 2007: Incantation (met Natasha Kurek)
- 2007: Currents
- 2011: Post Scriptum
- 2016: Black Ice
- 2022: Ruins and Remains (met Matangi Quartet en Joost Lijbaart)